# Marcolès
Marcolès est une commune française, située dans le département du Cantal en région Auvergne-Rhône-Alpes.
La commune fait partie du réseau des Petites Cités de Caractère depuis 2014 et a été classée parmi Les Plus Beaux Villages de France par la commission qualité, en septembre 2024.

## Géographie
Commune située dans le Massif central, dans le sud du Cantal, dans la Châtaigneraie.

### Villages, hameaux et écarts
Les villages, hameaux et écarts sont divisés, ci-dessous, en zones reflétant la géographie locale :
- Le haut de la commune au nord de la Rance : Ici se trouvent des villages comme Mougeac, Canet, Canhac, Le Meyniel, Puniéjoul, Cazes, Blancou, La Bouygues...

- Le bas de la commune : Cette zone regroupe des lieux tels que Faulat, Lortigues, Le Lac, La Veissières, Le Capelot, La Lieurade, Teulade, Vielcru, Le Bex, Le Peyrou, La Morétie, Le Castanier-bas, La Roque...

- Du côté de la forêt de Gimat : Les localités listées ici : Cols, La Vorme, Leygonie, Le Bruel, La Liguerie, La Bessade, Le Gex, Le Mazuc, Le Bousquet, Estieu... sont à proximité immédiate avec la forêt de Gimat.
- Le bourg et ses écarts : Le Poux, Le  Carmentraire, Croutes, Rigou, Lamilie, Le Cassaniol, Lalteyrie[2]...

### Climat
Pour des articles plus généraux, voir Climat d'Auvergne-Rhône-Alpes et Climat du Cantal.
En 2010, le climat de la commune est de type climat des marges montagnardes, selon une étude du CNRS s'appuyant sur une série de données couvrant la période 1971-2000. En 2020, Météo-France publie une typologie des climats de la France métropolitaine dans laquelle la commune est exposée à un climat de montagne ou de marges de montagne et est dans la région climatique  Ouest et nord-ouest du Massif Central, caractérisée par une pluviométrie annuelle de 900 à 1 500 mm, maximale en automne et en hiver.
Pour la période 1971-2000, la température annuelle moyenne est de 9,9 °C, avec une amplitude thermique annuelle de 15,4 °C. Le cumul annuel moyen de précipitations est de 1 274 mm, avec 12,7 jours de précipitations en janvier et 7,6 jours en juillet. Pour la période 1991-2020, la température moyenne annuelle observée sur la station météorologique de Météo-France la plus proche, sur la commune de Sénezergues à 10 km à vol d'oiseau, est de 12,3 °C et le cumul annuel moyen de précipitations est de 1 137,8 mm,. Pour l'avenir, les paramètres climatiques de la commune estimés pour 2050 selon différents scénarios d'émission de gaz à effet de serre sont consultables sur un site dédié publié par Météo-France en novembre 2022.

## Urbanisme

### Typologie
Au 1er janvier 2024, Marcolès est catégorisée commune rurale à habitat dispersé, selon la nouvelle grille communale de densité à 7 niveaux définie par l'Insee en 2022.
Elle est située hors unité urbaine. Par ailleurs la commune fait partie de l'aire d'attraction d'Aurillac, dont elle est une commune de la couronne,. Cette aire, qui regroupe 85 communes, est catégorisée dans les aires de 50 000 à moins de 200 000 habitants,.

### Occupation des sols
L'occupation des sols de la commune, telle qu'elle ressort de la base de données européenne d’occupation biophysique des sols Corine Land Cover (CLC), est marquée par l'importance des territoires agricoles (61 % en 2018), en augmentation par rapport à 1990 (56,4 %). La répartition détaillée en 2018 est la suivante : 
zones agricoles hétérogènes (42,1 %), forêts (37,5 %), prairies (16,9 %), terres arables (2 %), zones urbanisées (0,9 %), zones industrielles ou commerciales et réseaux de communication (0,6 %). L'évolution de l’occupation des sols de la commune et de ses infrastructures peut être observée sur les différentes représentations cartographiques du territoire : la carte de Cassini (XVIIIe siècle), la carte d'état-major (1820-1866) et les cartes ou photos aériennes de l'IGN pour la période actuelle (1950 à aujourd'hui).

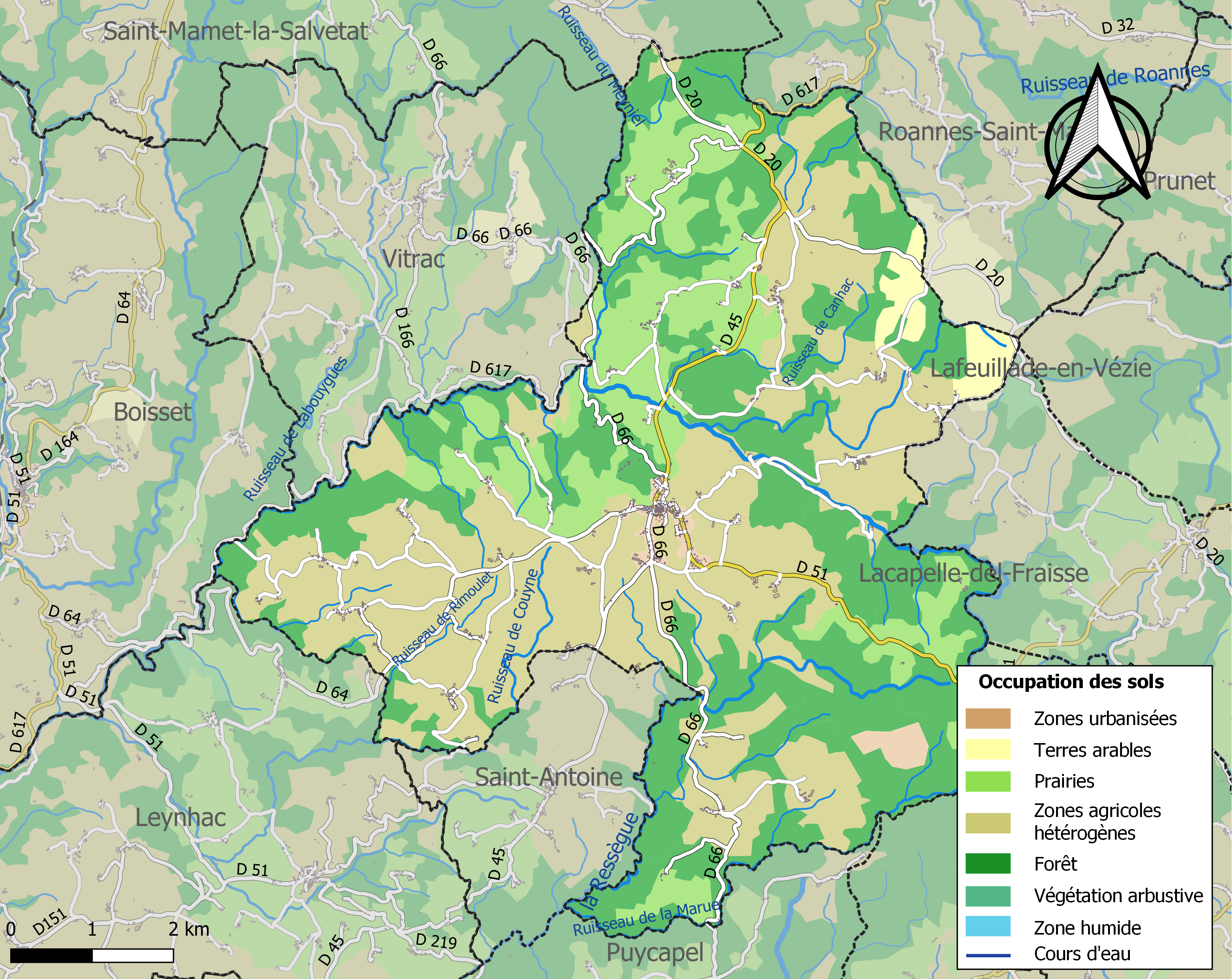
Carte des infrastructures et de l'occupation des sols de la commune en 2018 (CLC).

### Habitat et logement
En 2018, le nombre total de logements dans la commune était de 427, alors qu'il était de 399 en 2013 et de 384 en 2008.
Parmi ces logements, 64,6 % étaient des résidences principales, 22,5 % des résidences secondaires et 12,9 % des logements vacants. Ces logements étaient pour 91,6 % d'entre eux des maisons individuelles et pour 7,5 % des appartements.
Le tableau ci-dessous présente la typologie des logements à Marcolès en 2018 en comparaison avec celle du Cantal et de la France entière. Une caractéristique marquante du parc de logements est ainsi une proportion de résidences secondaires et logements occasionnels (22,5 %) supérieure à celle du département (20,4 %) et à celle de la France entière (9,7 %). Concernant le statut d'occupation de ces logements, 78,6 % des habitants de la commune sont propriétaires de leur logement (77,8 % en 2013), contre 70,4 % pour le Cantal et 57,5 pour la France entière.
| Typologie                                               | Marcolès | Cantal | France entière |
| ------------------------------------------------------- | -------- | ------ | -------------- |
| Résidences principales (en %)                           | 64,6     | 67,7   | 82,1           |
| Résidences secondaires et logements occasionnels (en %) | 22,5     | 20,4   | 9,7            |
| Logements vacants (en %)                                | 12,9     | 11,9   | 8,2            |

## Toponymie
Les différentes façons d'écrire Marcolès au cours des âges:
Villa de Marcoles (1203), castrum de Marcolles (1277), parrochii... de Marcoules (1284), Marcoles (1289), priorem de Marcolesio (1301), parochia de Marcoles (1329), prior de Marcholezio, Marcholezium, Marcolohum (1339), castro Marcolesii (1356 : Liber ostenso de Jean de Roquetaillade), Mercolium (1382), loco Marcolesii (1398), Marcolesium (1403), loci Marcolesi (1444), Marcoleiz (1469), Marcholes (1490), Marcholezio, Marecolesium (1529), Marcollays, Marcollez (1549), Marcolles (1552), prieuré de Marcollèz (1553), de Marcolesi, Marcoulès (1618), Marcoulez (1627), Marcouliès (1630), églize de Marcollèz (1639), Marcolez (1668), Marcolès (1694), pagus Marcusinus (1786)...
Signification du nom
Une hypothèse : la racine d'un nom de personne gallo-romain Marculus, diminutif de Marcus ou d'un nom d'origine germanique Marculenus complété d'un suffixe latin -e[n]sis, signifiant la contrée, le pays de...

## Histoire
Lieu d'un vicus où Géraud d'Aurillac venait rendre la justice, "die Mercoris", près d'un ancien lieu de culte païen, sans doute un temple à Mercure (cf. fin du paragraphe : liste des possessions de l'abbaye d'Aurillac / Le domaine du comte Géraud). 
Pagus non longe ab Aureliaco Marculiscus vocatur : Pas très loin d'Aurillac se trouve un village nommé Marcolès, telle est la domination faite par saint Odon de Cluny de 926 à 942, rédacteur de la Vie de saint Géraud d'Aurillac : vita Geraldi Aurillacencis ,.
Le rocher de Saint-Géraud : Une pierre levée de granit de forme arrondie à proximié immédiate de l'ancien chemin d'Aurillac à Saint-Antoine-les-Marcoles appelé la Peyrade au lieu-dit Le Sabatier ou "le sorcier" Andral sauta d'un saut sur ce rocher. Géraud d'Aurillac lève la main et fait un signe de croix et il fut impossible à Andral de sauter de nouveau sur le fameux rocher,.

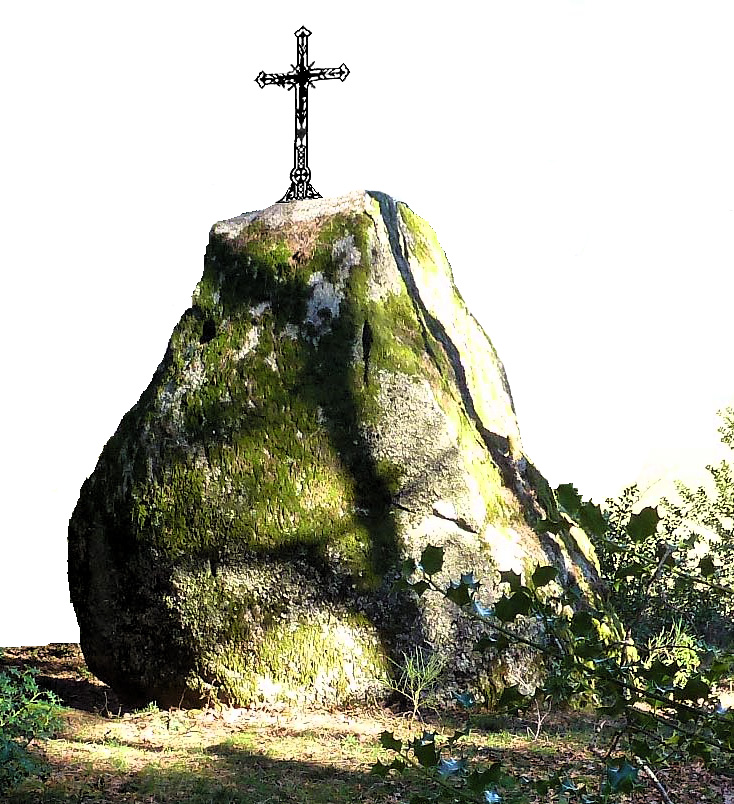
Le rocher de Saint-Géraud : pierre de granit arrondie

Le nom du fondateur de l'abbaye d'Aurillac revient souvent dans la toponymie : la fon de Saint-Guiral près de Puniéjoul, les bois de Saint-Géraud ou de Cugnasses, le pont Saint-Géraud près de Canet et enfin le lieu-dit Saint-Géraud appelé aujourd'hui L'Enseigne.
Vers 980, au retour du concile de Coler (la Paix de Dieu) aux environs d'Aurillac, la procession des moines de Figeac s'arrêta à la Pierre Levée qui pourrait être la fameuse roche où Géraud d'Aurillac se trouva confronté aux pratiques maléfiques d'un de ses hommes d'armes, le "sorcier" Andral (cf. le rocher de Saint-Géraud ci-dessus).
En 1203, il est fait mention, dans une transaction survenue à la suite du meurtre de Ramnulfe (Arnulphe, coadjuteur de l'abbé d'Aurillac Odon de Cluny puis abbé ?) du monastère de Saint-Géraud par Astorg de Conros, de l'église de Marcolès et de la tour.
En 1262, Marine de Vigouroux, veuve et héritière de Pons de Villa, puis épouse d'Eustache de Beaumarchais, aurait eu des terres à Marcolès qui lui viendraient de son premier mari.
Une bulle du pape Nicolas IV, datée de 1289, précise que le prieuré de Marcolès fait partie des bénéfices de l'abbaye d'Aurillac.
Le premier prieur connu est Hugues de Villa (Hugomem de Villa priorem de Marcolésio). En 1309, il fut témoin de la sentense arbitrale rendue par le bailli des Montagnes d'Auvergne entre l'abbé d'Aurillac, dont il fut un des vicaires (fratis Hugonis de Villa), et les consuls.

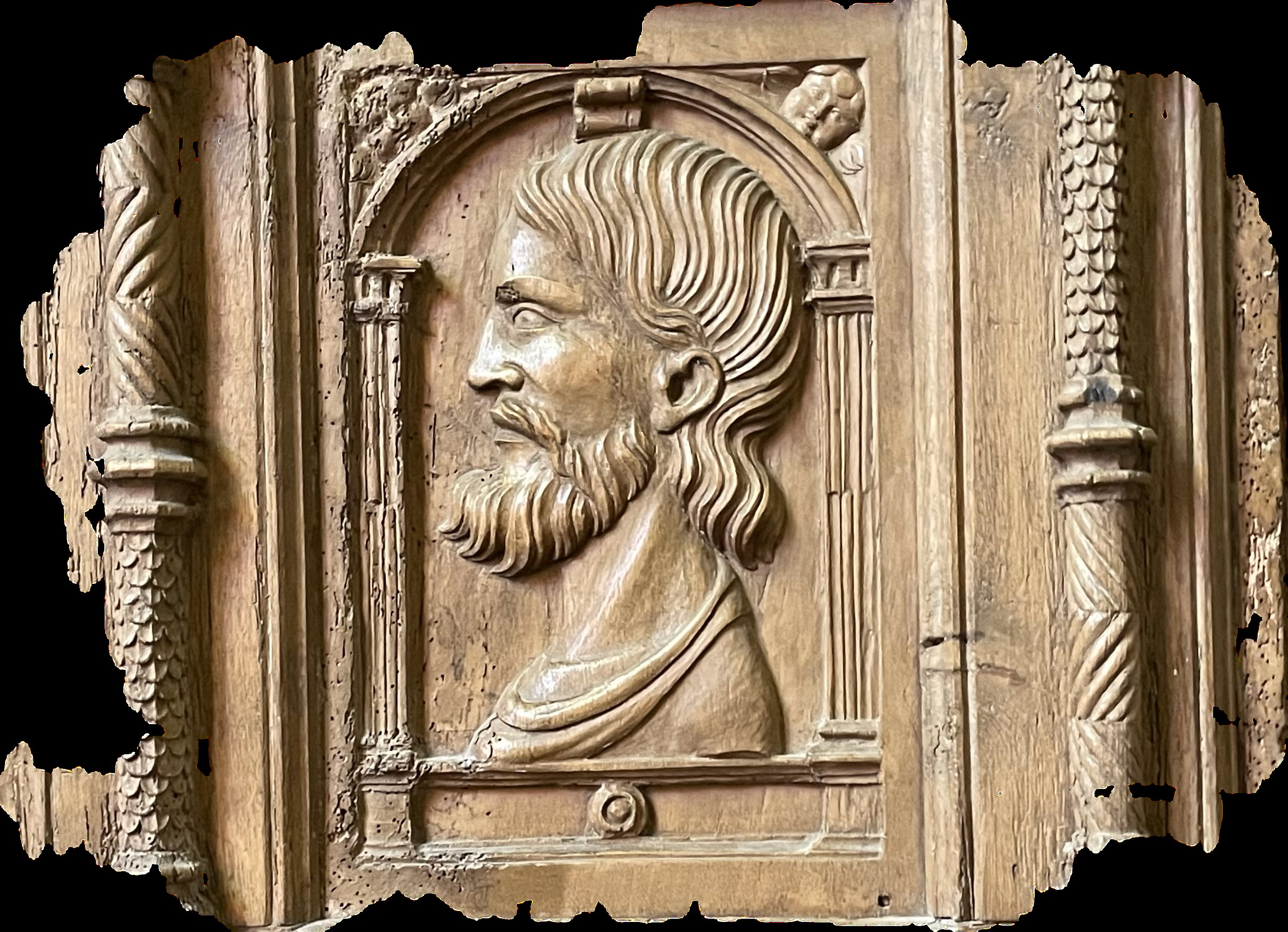
Panneau sculpté en bas-relief Renaissance : buste d'un notable (MH 15-04-1957)

En 1430-146?, Guillaume de Boisset, moine de Saint-Géraud, prieur et seigneur de Marcolès, fit restaurer les fortifications. En 1437, il fut également à l'origine de la réfection du terrier du prieuré. En 1469-1481, son successeur fut Jean de Boisset son neveu. 
En 1569, le bourg fut représenté comme "bonne ville" de la Haute-Auvergne à l'assemblée générale des Etats provinciaux du Haut-Pays à St-Flour. Le titre de "bonne ville" fut attribué à Marcolès pour son agglomération fortifiée au  centre de la Châtaigneraie.
En 1693-1694, la grande famine de ces années là est due à un hiver très rigoureux, suivi d'une récolte très médiocre. Au temps du "grand règne" de Louis XIV, il mourut, à Marcolès, 150 personnes (17% de la population). Il en fut partout de même.

## Politique et administration
| Période                                  | Période  | Identité         | Étiquette | Qualité                    |
| ---------------------------------------- | -------- | ---------------- | --------- | -------------------------- |
| Les données manquantes sont à compléter. |          |                  |           |                            |
| avant 1988                               | ?        | Louis Montarnal  | PS        |                            |
| mars 1995                                | En cours | Christian Montin | DVG       | Retraité de l'enseignement |

## Démographie
L'évolution du nombre d'habitants est connue à travers les recensements de la population effectués dans la commune depuis 1793. Pour les communes de moins de 10 000 habitants, une enquête de recensement portant sur toute la population est réalisée tous les cinq ans, les populations de référence des années intermédiaires étant quant à elles estimées par interpolation ou extrapolation. Pour la commune, le premier recensement exhaustif entrant dans le cadre du nouveau dispositif a été réalisé en 2008.

En 2022, la commune comptait 593 habitants, en stagnation par rapport à 2016 (Cantal : −1,08 %, France hors Mayotte : +2,11 %).
| 1793  | 1800  | 1806  | 1821  | 1831  | 1836  | 1841  | 1846  | 1851  |
| ----- | ----- | ----- | ----- | ----- | ----- | ----- | ----- | ----- |
| 1 359 | 1 207 | 1 245 | 1 434 | 1 533 | 1 586 | 1 502 | 1 606 | 1 599 |

| 1856  | 1861  | 1866  | 1872  | 1876  | 1881  | 1886  | 1891  | 1896  |
| ----- | ----- | ----- | ----- | ----- | ----- | ----- | ----- | ----- |
| 1 425 | 1 410 | 1 402 | 1 397 | 1 434 | 1 359 | 1 388 | 1 502 | 1 273 |

| 1901  | 1906  | 1911  | 1921  | 1926  | 1931  | 1936  | 1946 | 1954 |
| ----- | ----- | ----- | ----- | ----- | ----- | ----- | ---- | ---- |
| 1 236 | 1 216 | 1 118 | 1 029 | 1 012 | 1 040 | 1 022 | 987  | 982  |

| 1962 | 1968 | 1975 | 1982 | 1990 | 1999 | 2006 | 2008 | 2013 |
| ---- | ---- | ---- | ---- | ---- | ---- | ---- | ---- | ---- |
| 883  | 807  | 721  | 654  | 622  | 577  | 604  | 611  | 583  |

| 2018 | 2022 | - | - | - | - | - | - | - |
| ---- | ---- | - | - | - | - | - | - | - |
| 597  | 593  | - | - | - | - | - | - | - |

## Culture locale et patrimoine

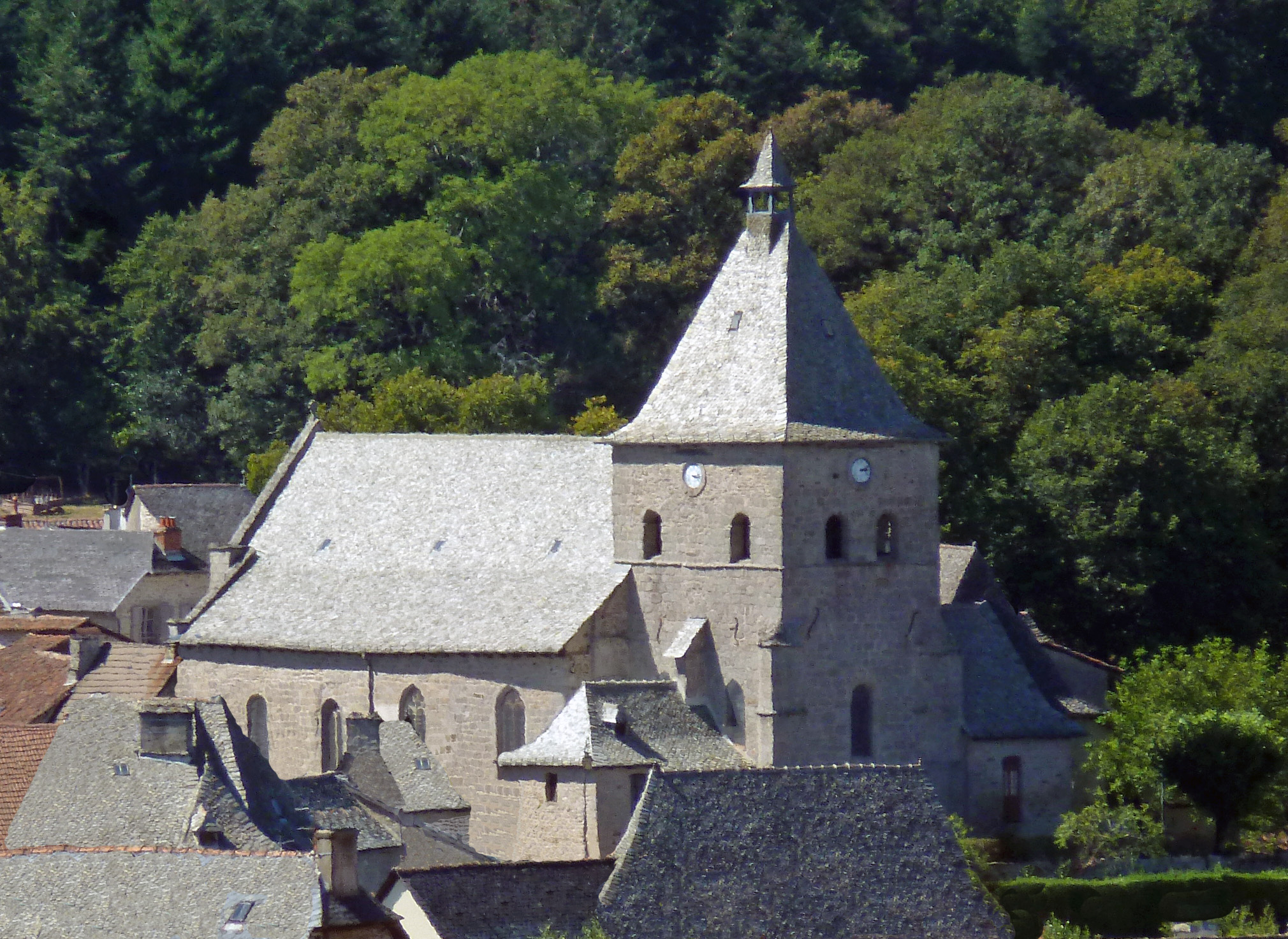
Eglise Saint-Martin du XVe siècle (MH 19-5-2003)

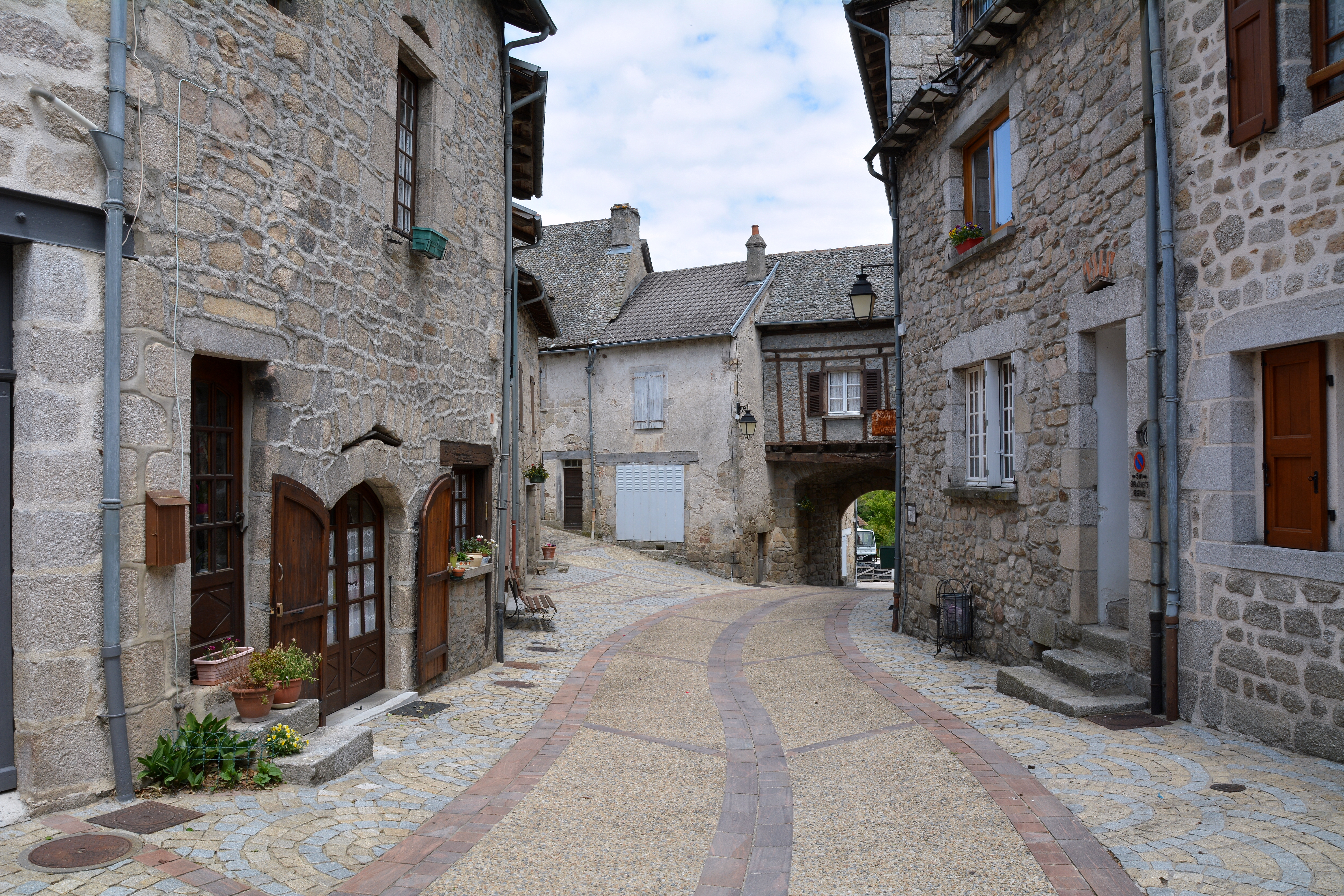
Rue Longue : portail-bas du XVe siècle (MH 19-5-2003)

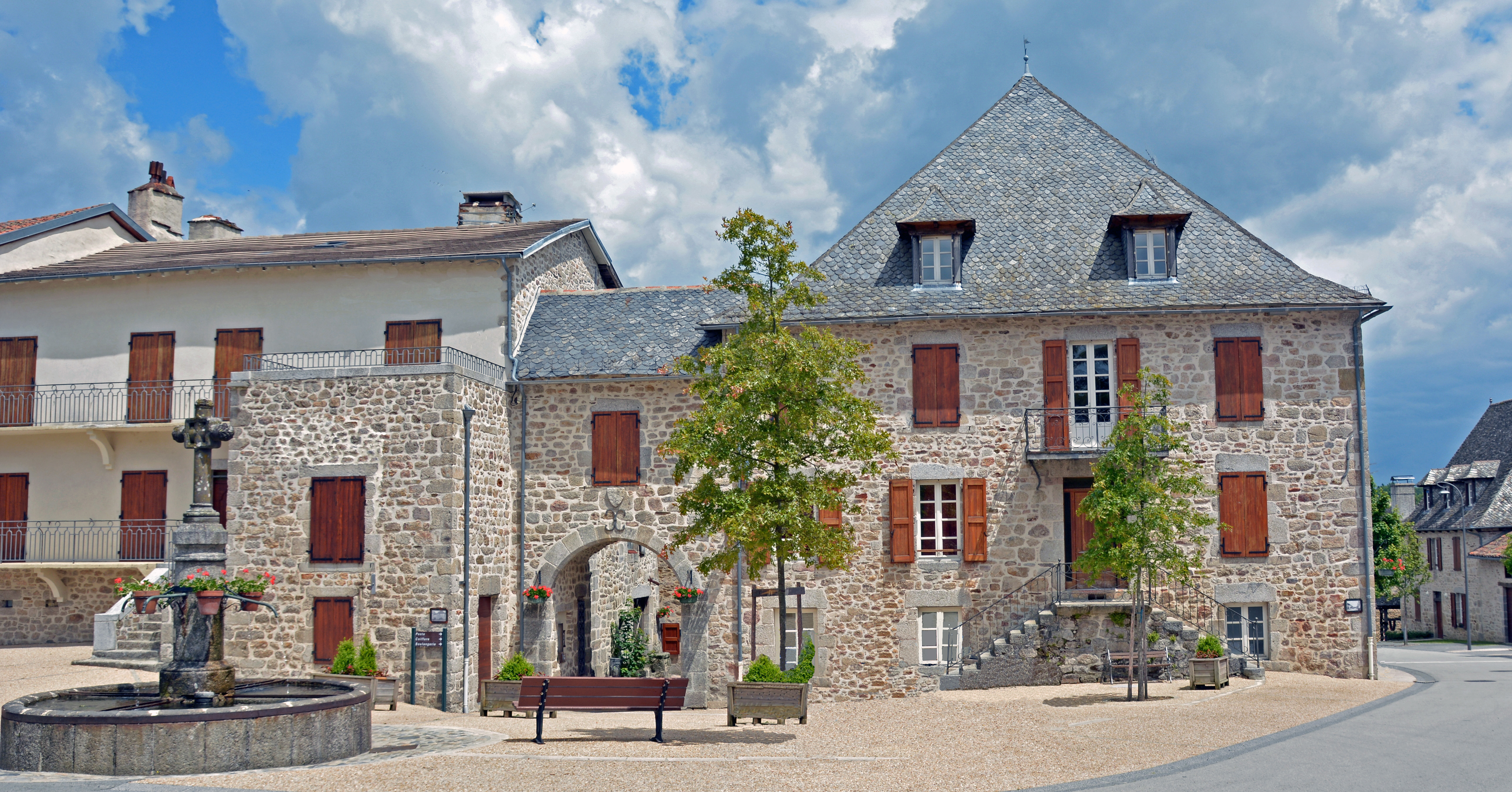
Place de la Fontaine : portail-haut

### Lieux et monuments
- Le bourg médiéval est typique du Sud Cantal. Il est construit de pierres de granit et couvert de tuiles canal ou de lauzes. Deux portes médiévales des fortifications de Marcolès, dont la porte basse inscrite au titre des MH, subsitent ; elles donnent accès à la rue Longue et à une poterne. Le bourg a gardé sa typologie de l'époque médiévale, avec un parcellaire très serré et de petites ruelles.

NB : Une page spécifique est dédiée à ces fortifications.
- L'église Saint-Martin de Marcolès[18] : Dès 1203, une église a existé  (cf.§ histoire ci-dessus). Elle a été reconstruite, après la guerre de Cent Ans, au XVe siècle et inscrite MH en 2003[27]. Elle accueille, entre autres, quatre statues de pierre polychrome du XVIe siècle dont deux ont retrouvé leur place d'origine dans la chapelle de l'Annonciation. Une statue reliquaire de Saint-Martin de Tours du XIVe siècle est découverte, par hasard, dans la maçonnerie du maître-autel le 4 juillet 1667, lors de réparations. Au dos de cette statue, d'importantes reliques de ce saint et un parchemin ont été retrouvés[28],[29],[15].

NB : Une page spécifique est dédiée à l'église Saint-Martin.
- Le château de Faulat, appartenait à la famille de Méallet qui en avait pris le nom.
- Le château de la Morétie, ancien château-tour englobé dans une construction plus récente est un ancien fief médiéval de la famille De Conquans (écuyer, armes aigle d'or déployé couronné d'or, sur fond d'azur). Il a été apporté par Marie De Conquans puis partagé, au début du XIXe siècle, par François Bouquier, notaire à Leynhac.
- Le Poux était, en 1523, une affar et un repère possédé par Jean de Cazes. En 1594, « la ville de Marcolès est attaquée par les religionnaires mais sa garnison commandée par Hector de Cazes les repoussa et la ville fut conservée au roi[30]». En 1602, Hector de Cazes était seigneur du Poux. En 1616, cette terre passa à Guy de Veyre dont la femme était Jeanne de Cazes soeur d'Hector. En 1758, tout ce qui appartenait auparavant aux Veyre fut vendu à Guillaume d'Humières[18] et, depuis, le château du Poux appartient à la famille d'Humières.
- La Roque [réf. nécessaire] (route de Boisset), sur le chemin de La Morétie serait le lieu de naissance de Jean de Roquetaillade. On y trouve une maison de maître d'époque Louis-Philippe face à la ferme aujourd'hui en ruines.

### Personnalités liées à la commune

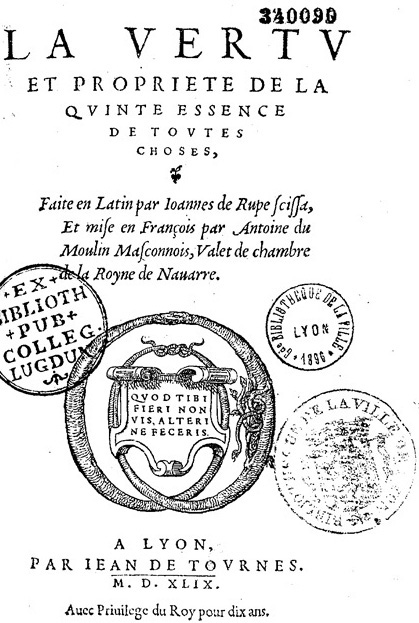
Ouvrage de Jean de Roquetaillage : La vertu et proprièté de la quinte essence de toutes choses

- Jean de Roquetaillade, né vers 1310 à Marcolès, était un religieux franciscain du couvent d'Aurillac, visionnaire, alchimiste et contestataire de la papauté d'Avignon. Il a laissé une œuvre assez considérable sur les astres, le ciel, les métaux, la médecine etc. Il est le théoricien de la « quintessence », une substance subtile présente dans tous les minéraux qu’il obtenait par des distillations répétées. En parallèle, Il est l'auteur de plusieurs ouvrages de prédictions sur l'avenir de l'Église et du destin politique de son temps. Ses engagements lui valurent de lourdes sanctions  Il passa une grande partie de son existence en prison religieuse et mourut à Avignon entre 1366 et 1370. Son œuvre complexe continue d'intriguer les chercheurs, historiens et passionnés d'alchimie.

- Louis-Joseph d'Humières, second fils de Guillaume du Poux, né en 1783 à Aurillac est, à la fin de sa vie, archevêque d'Avignon (1832-1834).
- Jacques Zacharie Destaing, né Aurillac mais dont le grand-père est inhumé à Marcolès, général d'Empire. Son nom est inscrit sous l'Arc de triomphe de l'Étoile à Paris.
- Alain Bertrand Marie Gaston d'Humières, général français, mort pour la France en 1940, y est inhumé.
- Letizia Ortiz Rocasolano, reine d'Espagne. Sa famille maternelle, originaire de Marcolès, se nomme Roquesoulane, nom hispanisé  en Rocasolano. Son ancêtre Pantaléon Roquesoulane a émigré d'Auvergne en Espagne au XVIIIe siècle[31],[32].
- Henry d'Humières, résistant colonel de l'armée française décédé en 2015, y est inhumé.
- Renaud Darmanin, chef cuisinier, reprend  en 2010 l'auberge de la Tour et obtient, en 2018, une étoile au guide Michelin[33].

### Héraldique
| Blason de Marcolès | Blason  | D'or au rameau de chêne de sinople, au chef d'azur chargé de deux fleurs de lys d'argent. |
| Blason de Marcolès | Détails | C'est la famille de Boisset (dont l'un des membres Guillaume, seigneur et prieur de Marcolès en 1437, moine de l'abbaye de Saint-Géraud, fit restaurer les fortifications et le terrier du prieuré) qui est à l'origine des armoiries de Marcolès. Le statut officiel du blason reste à déterminer. |

### Galerie

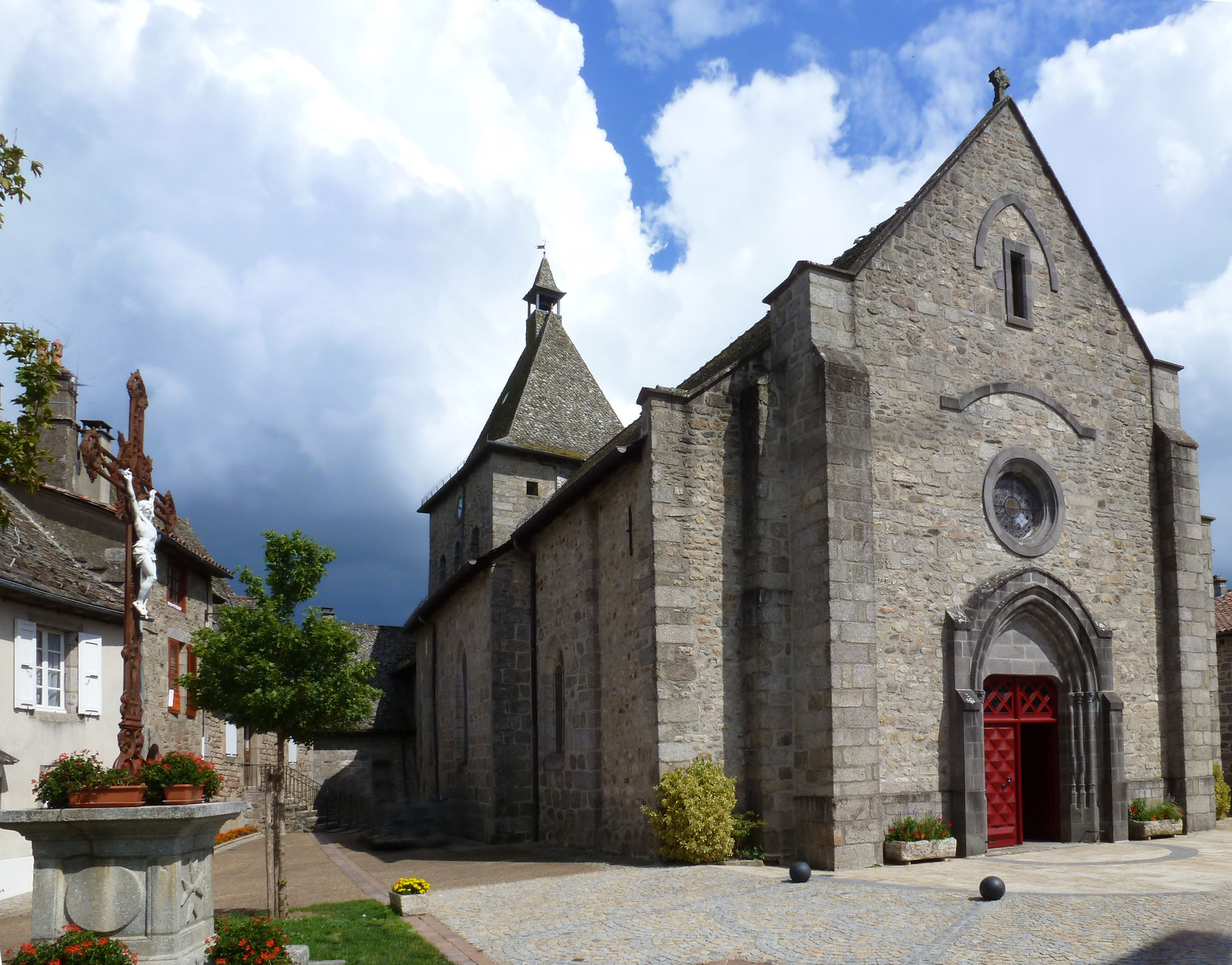
Église Saint-Martin, vue depuis la place de l'église
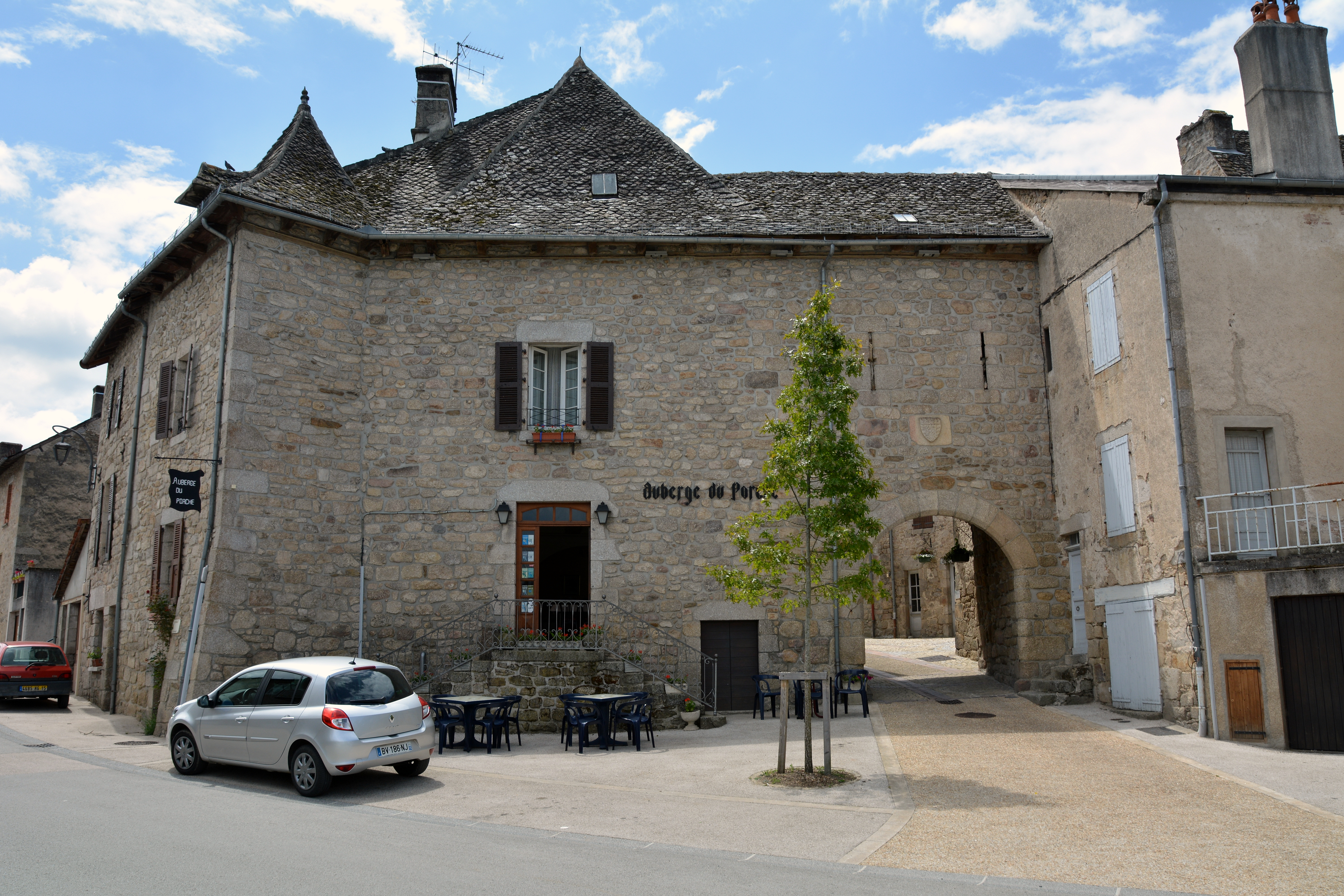
Porte médiévale basse.
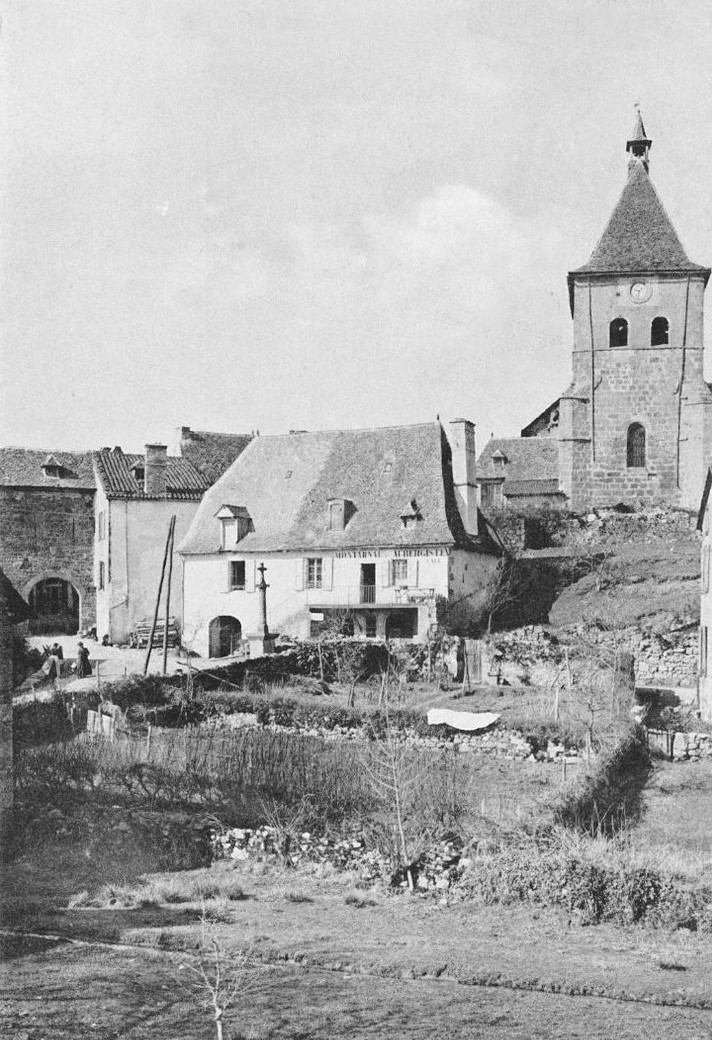
Marcolès au tout début du XXe siècle. Vue sur le bourg  et la porte-basse
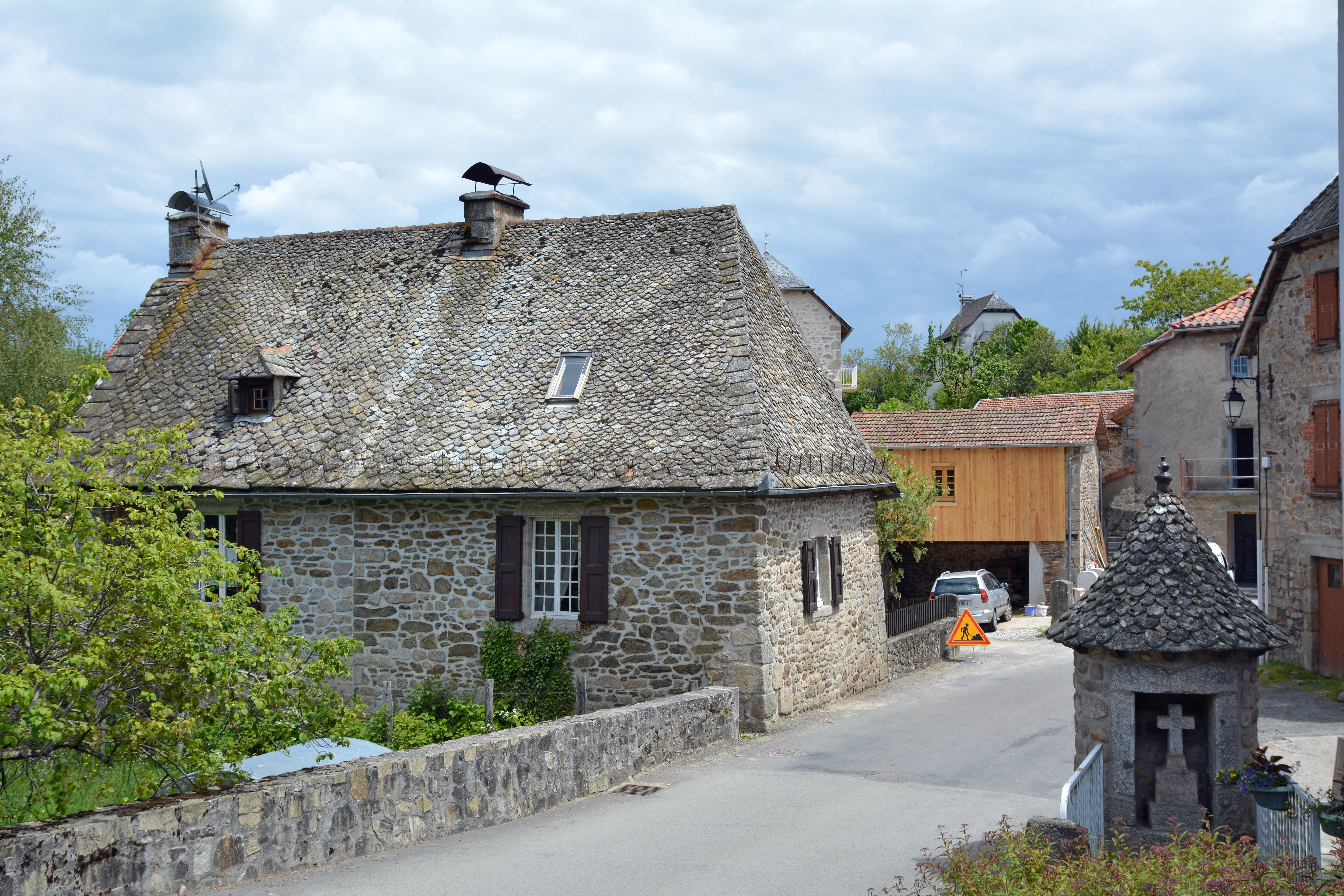
Faubourg bas ou Saint-Martin
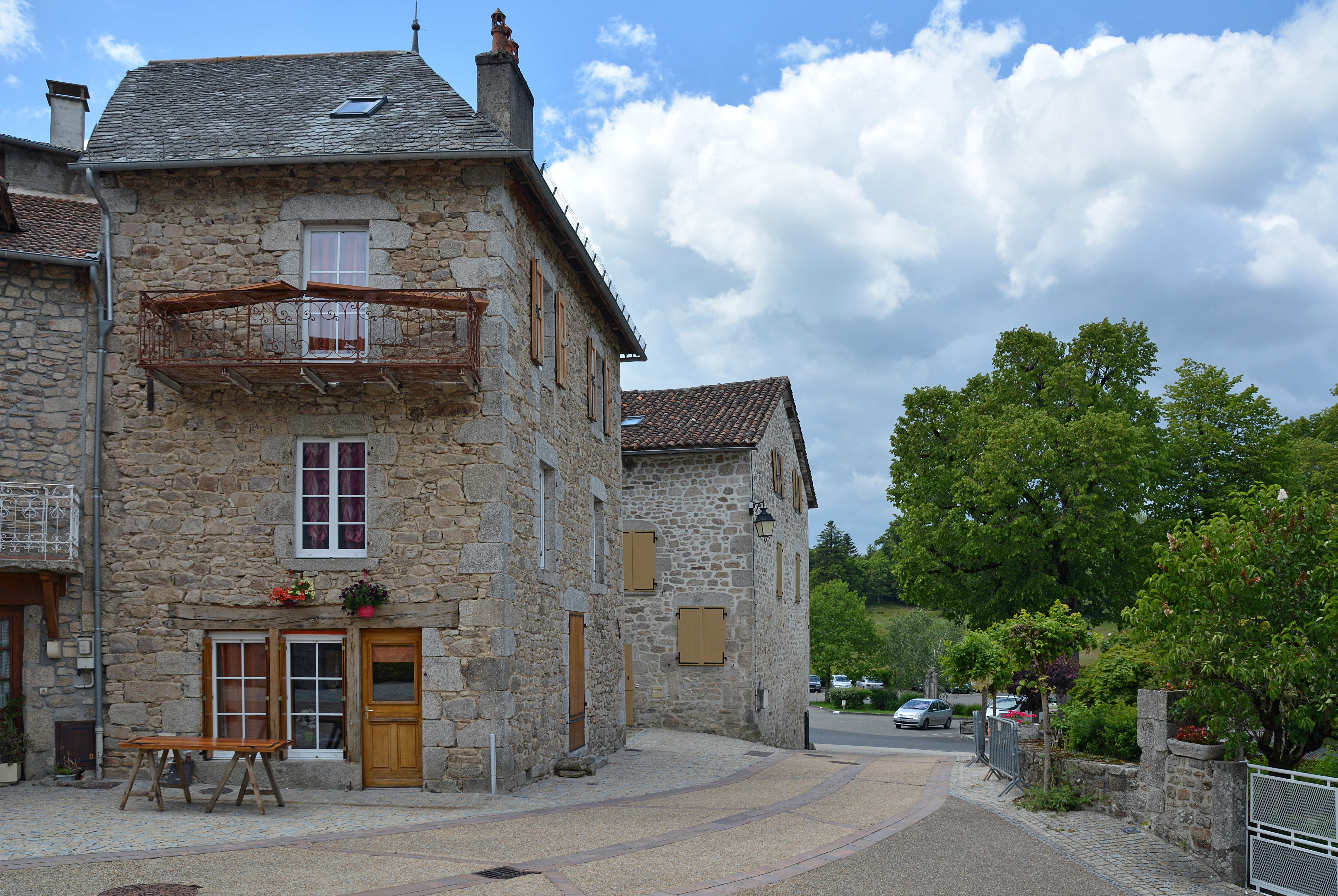
La Fausse-Porte
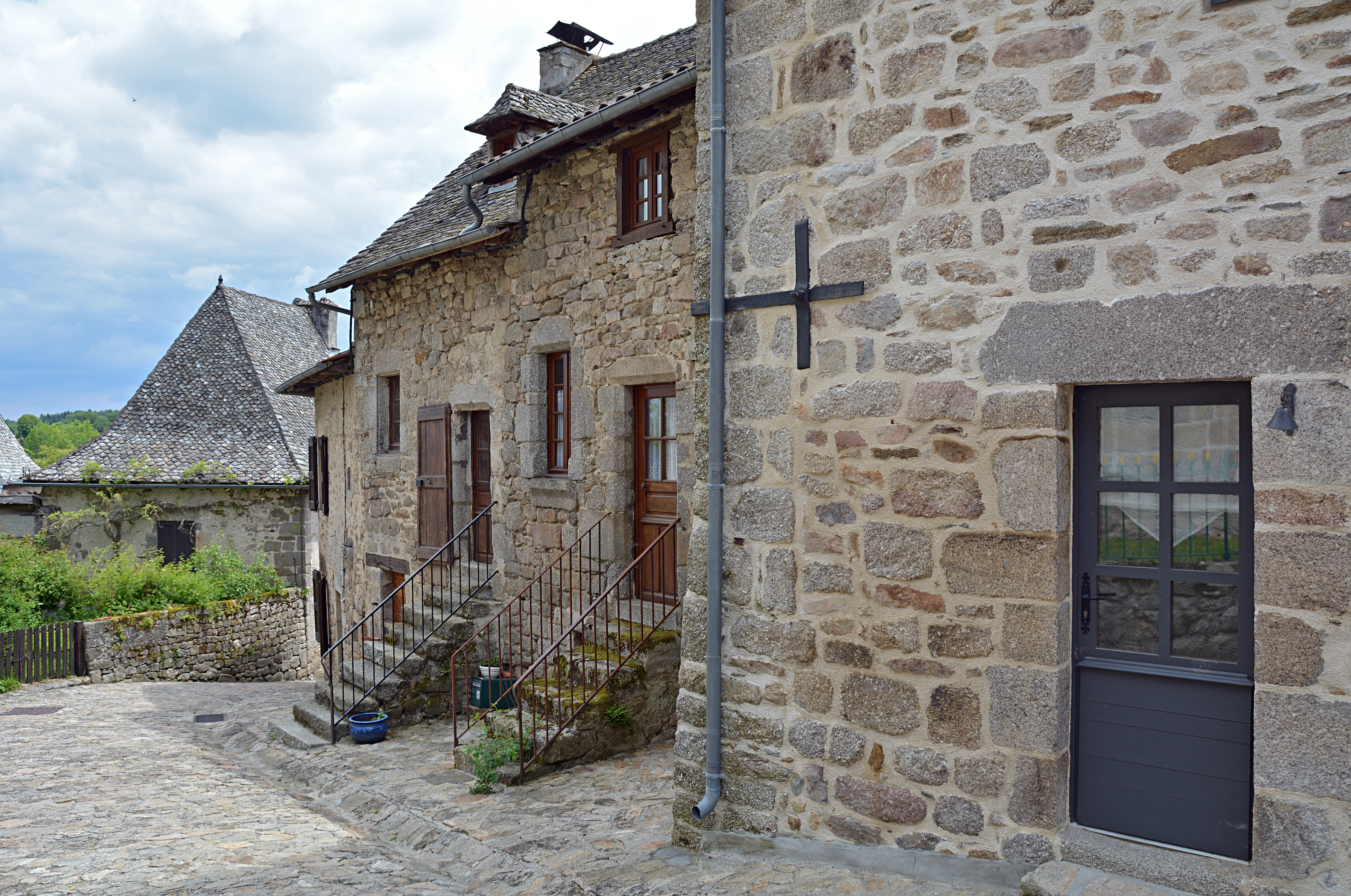
Rue de la Hyacinthe
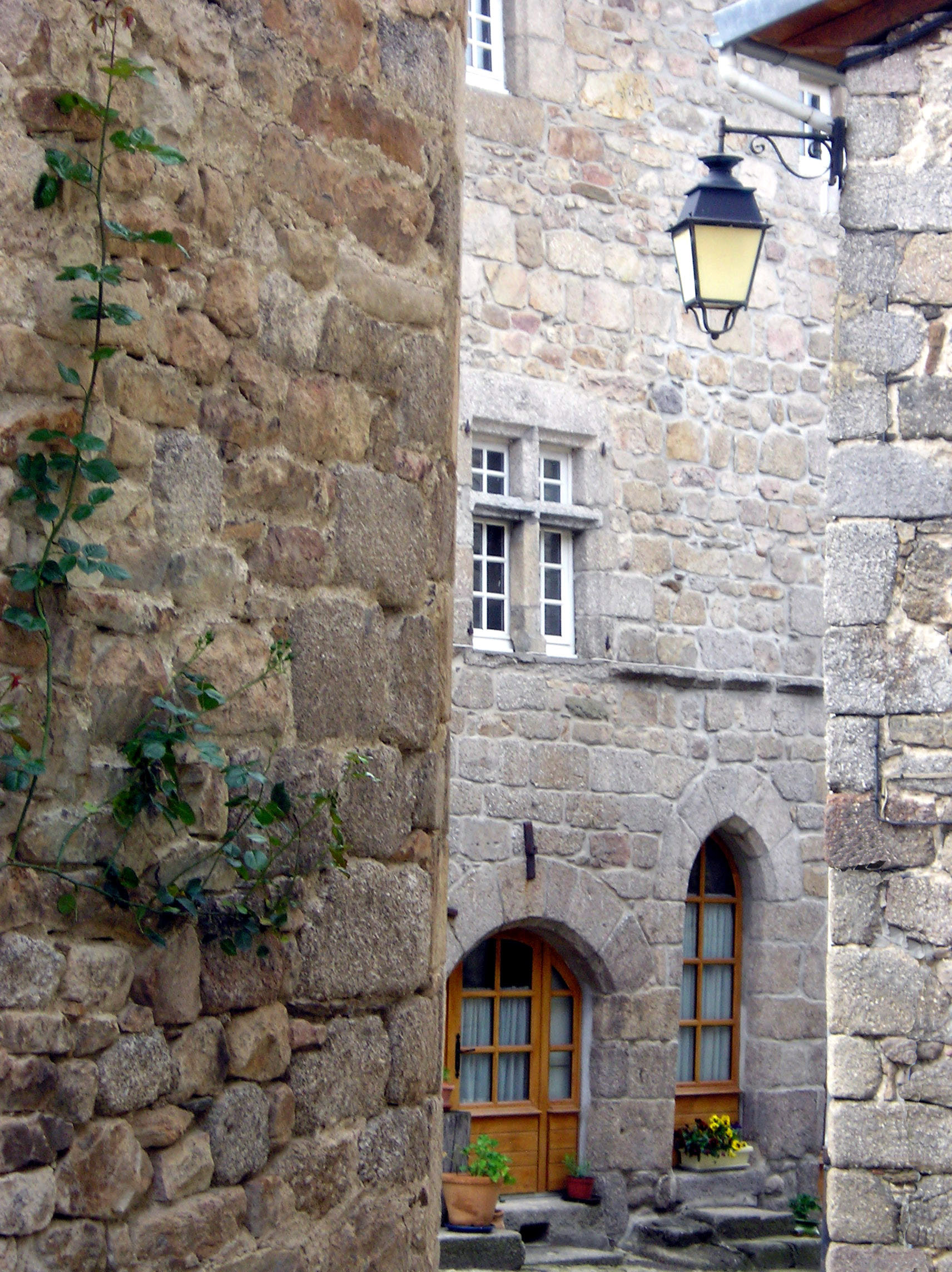
Façade de maison Renaissance
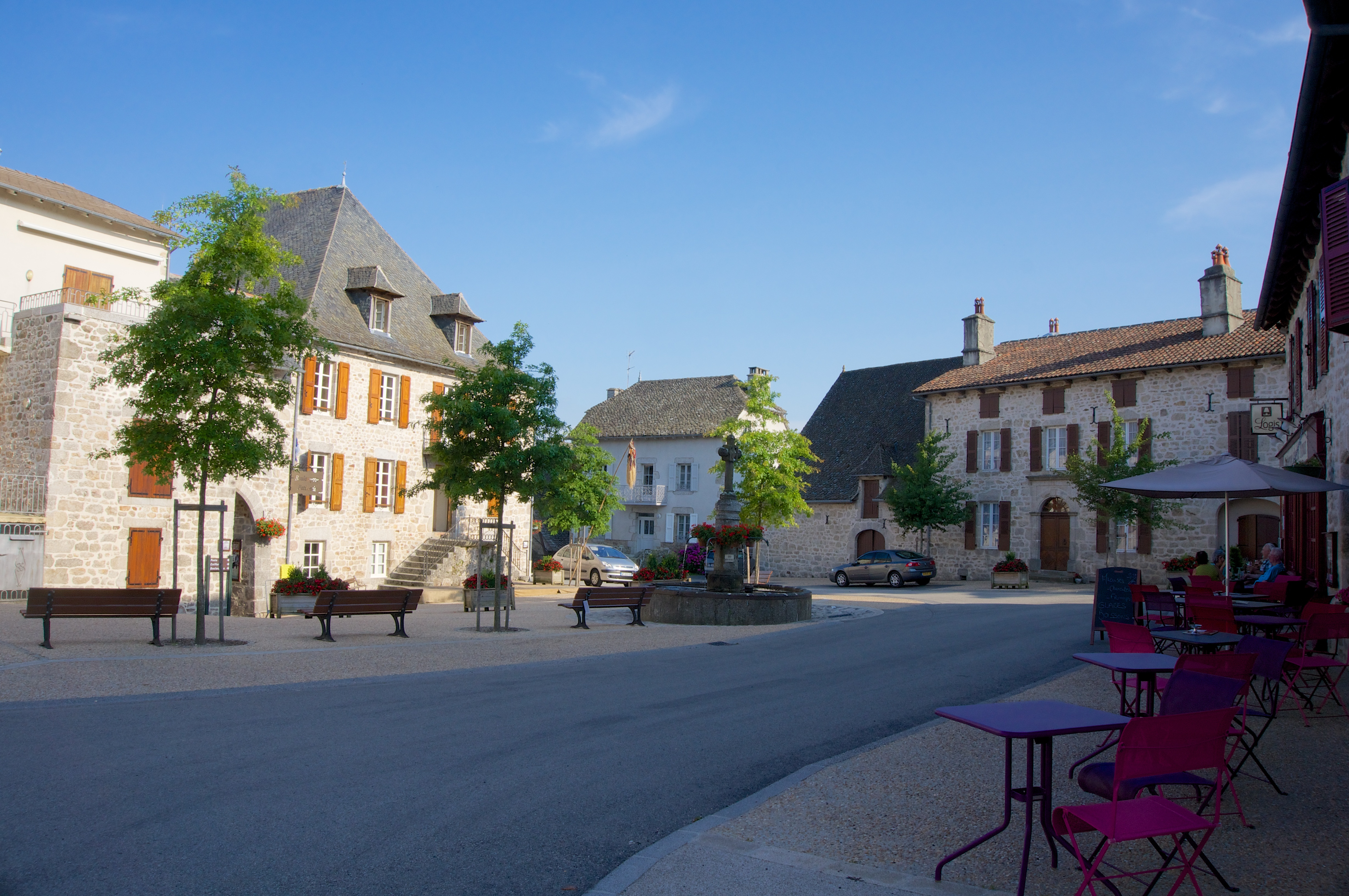
Place de la Fontaine.
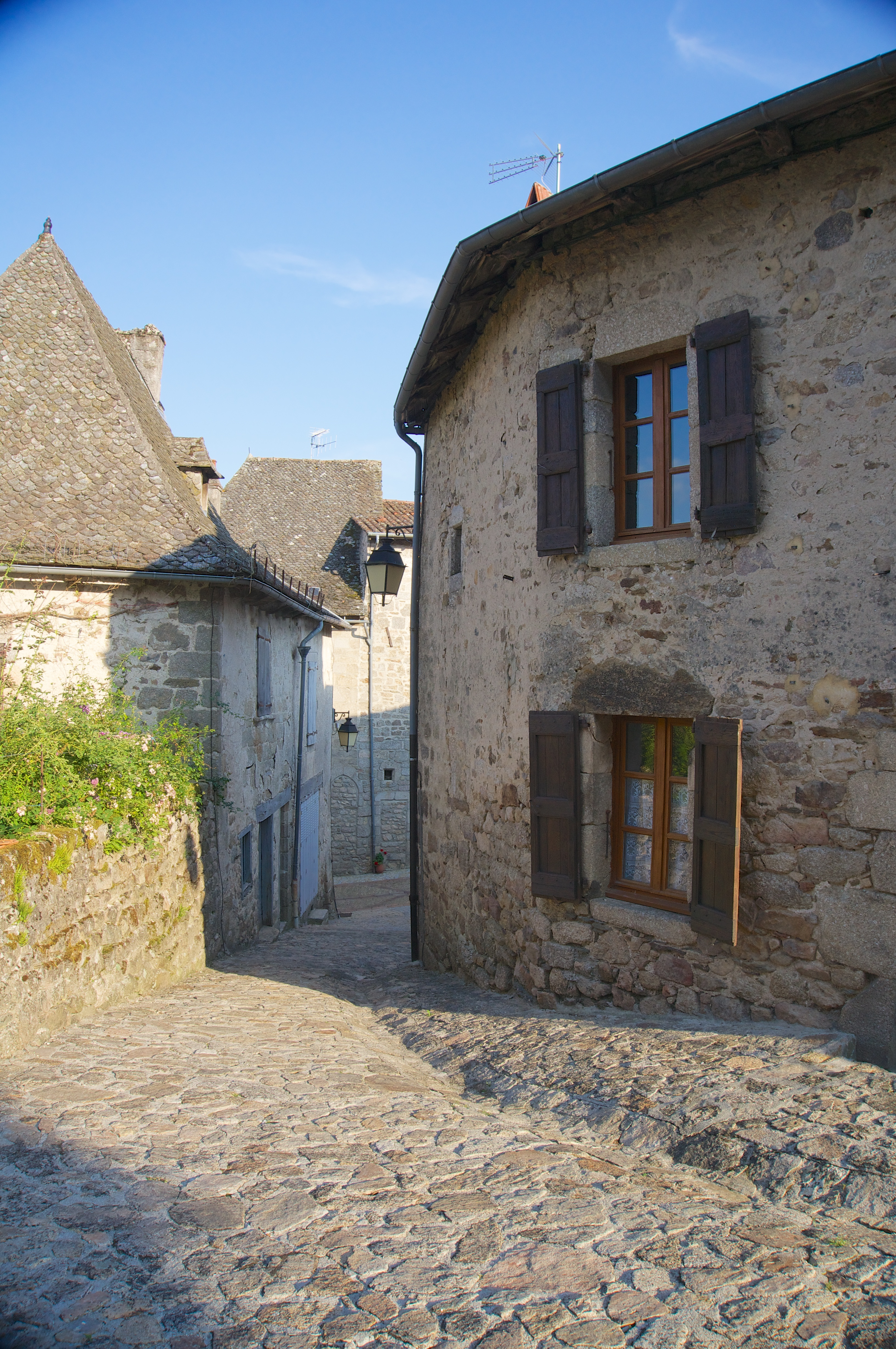
Rue de la Hyacinthe
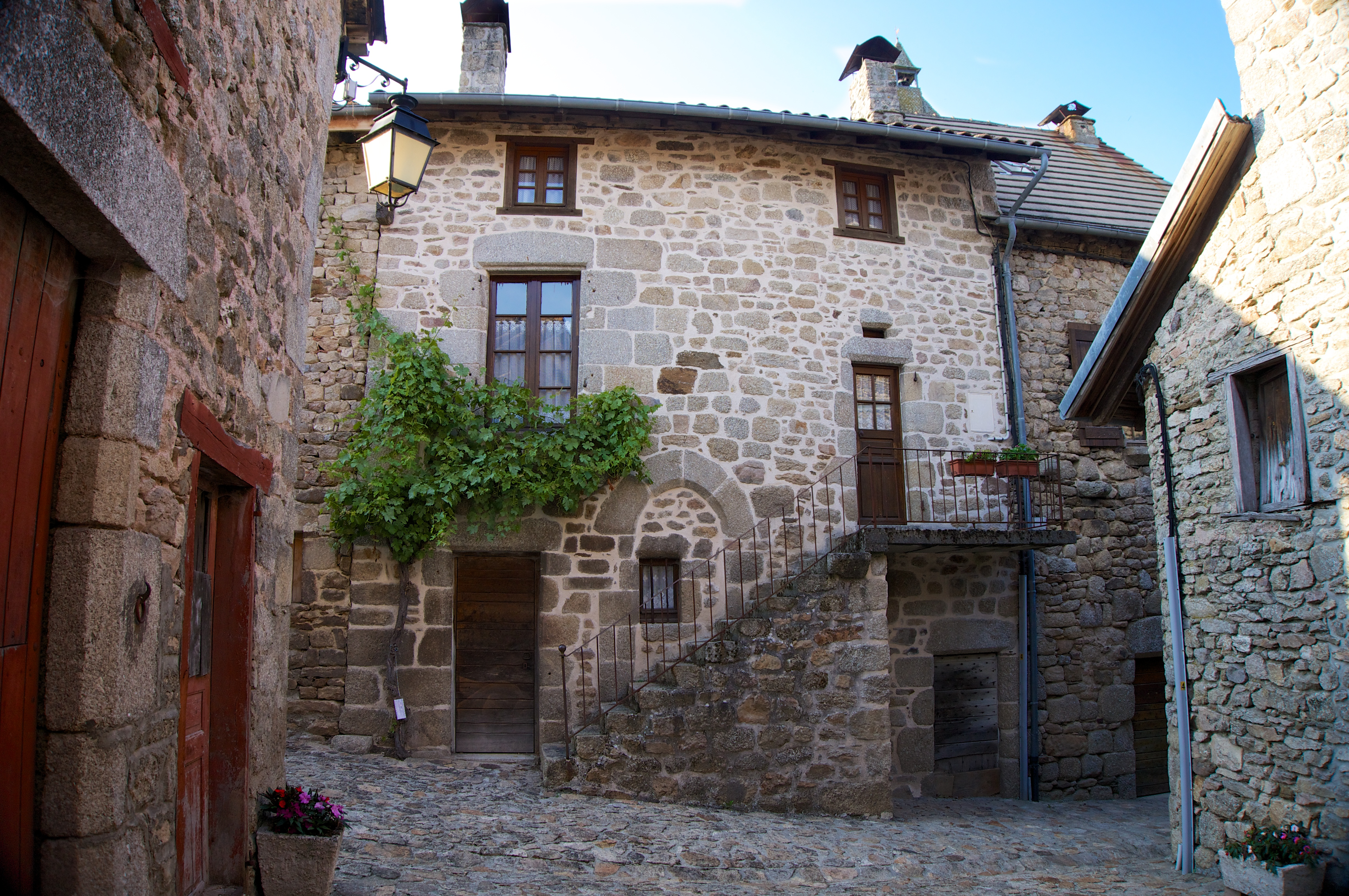
Maison typique du Cantal à Marcolès. Rue du Four
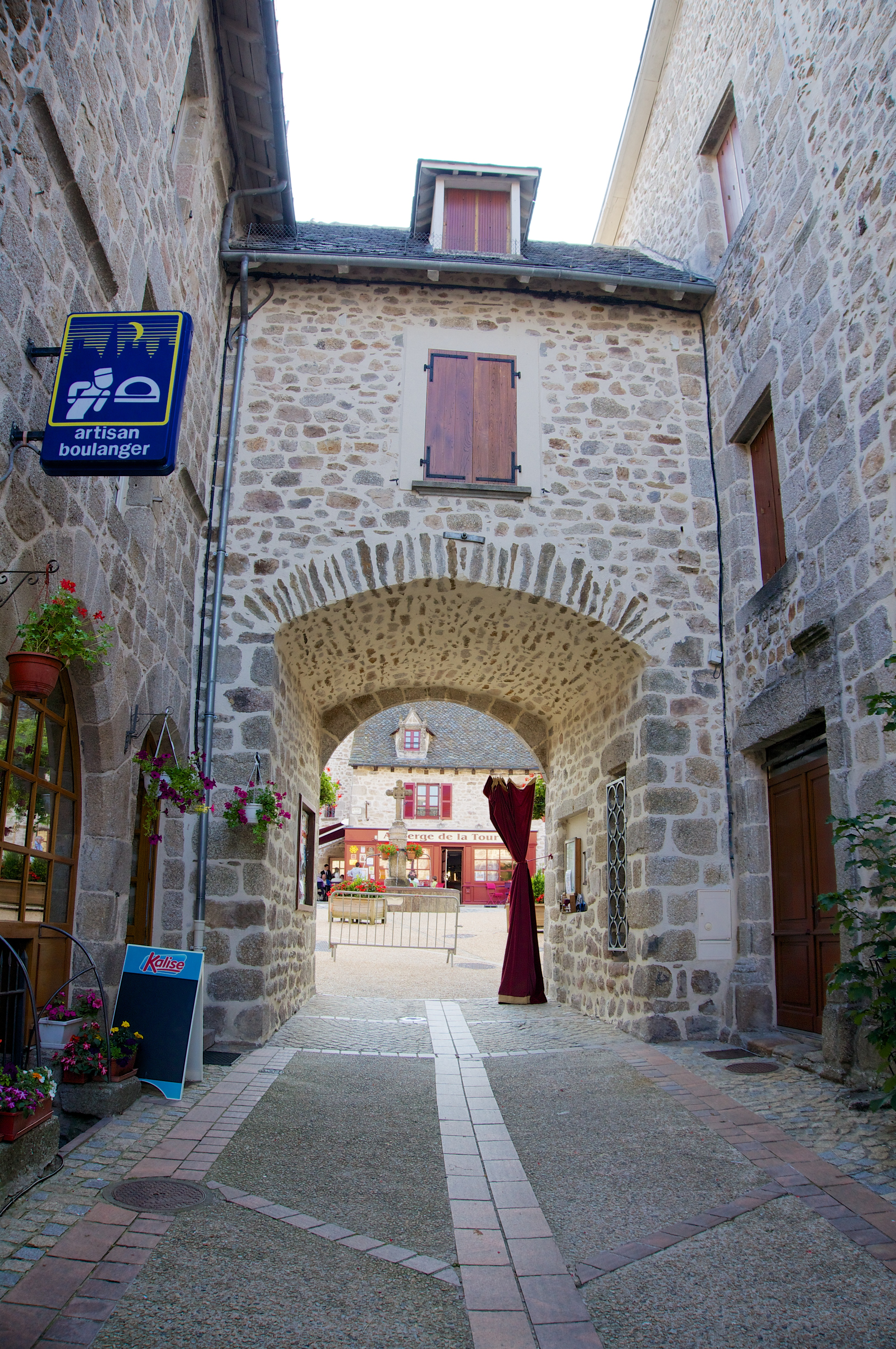
Portail haut donnant sur la place de la Fontaine.
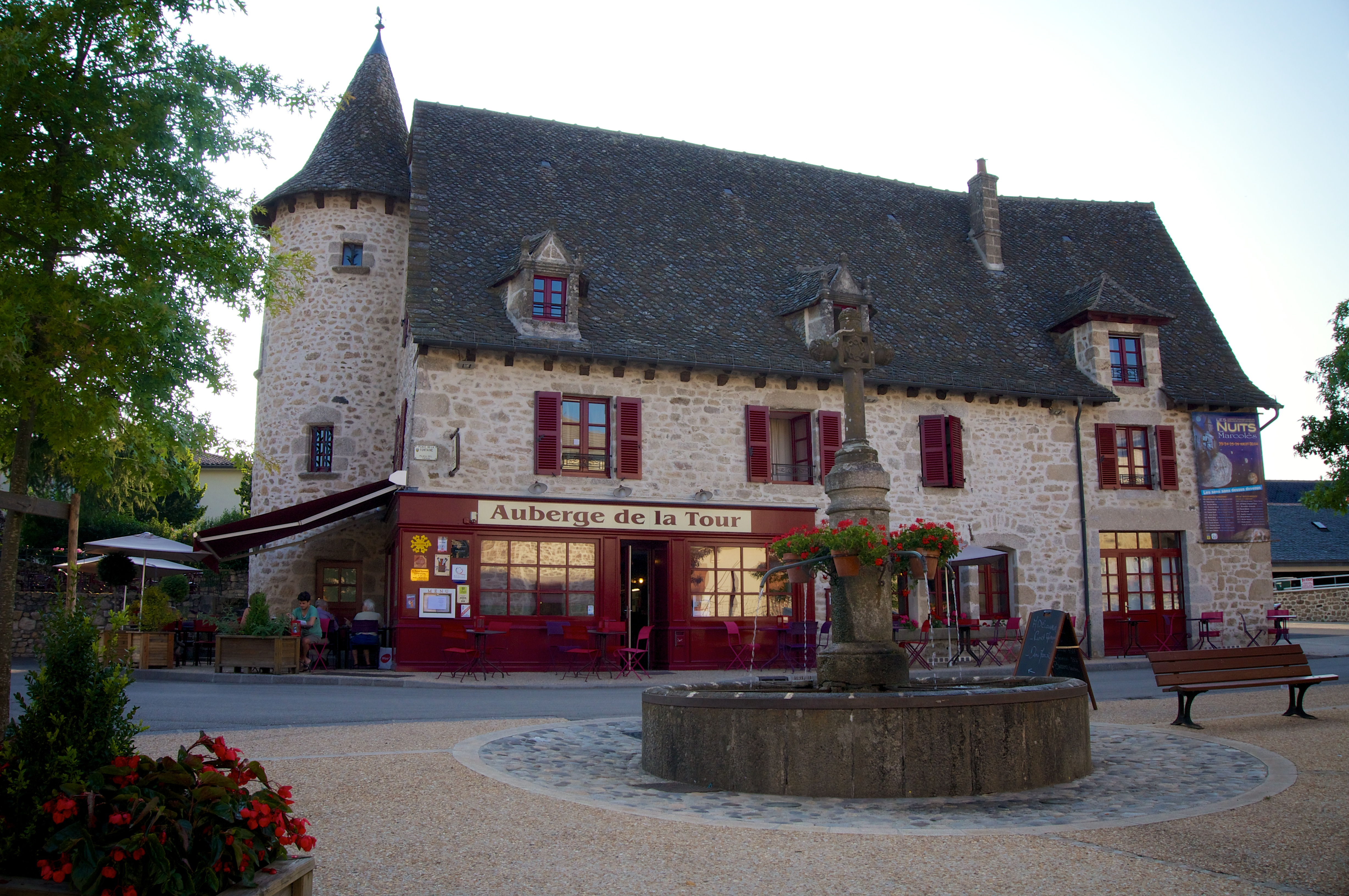
Auberge de la Tour, place de la Fontaine.
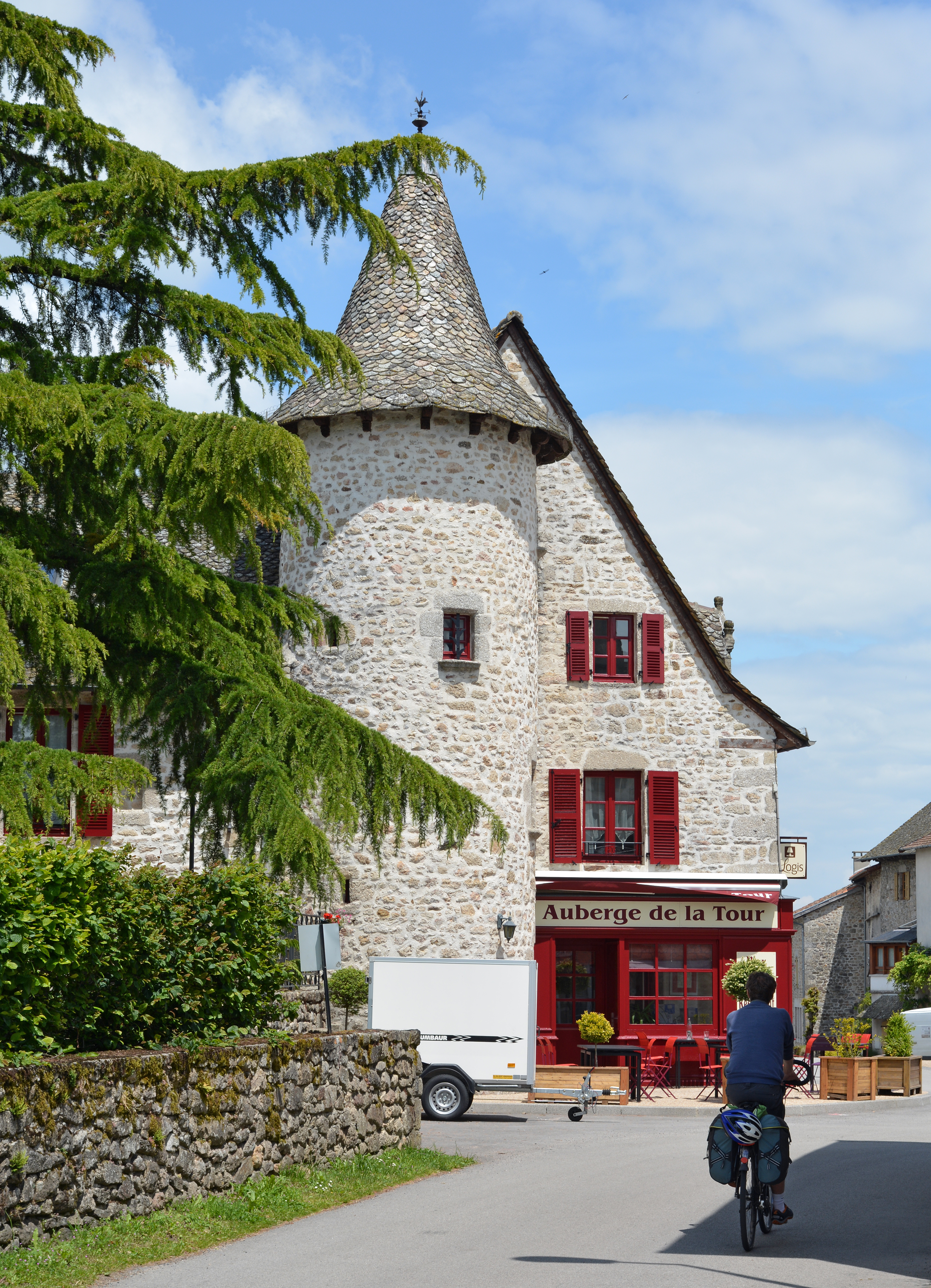
Auberge de la tour, place de la Fontaine